# Lanî, Dîkanka
Lanî (în ucraineană Лани) este un sat în comuna Velîka Rudka din raionul Dîkanka, regiunea Poltava, Ucraina.

## Demografie
Componența lingvistică a localității Lanî
     Ucraineană (100%)
Conform recensământului din 2001, toată populația localității Lanî era vorbitoare de ucraineană (100%).